# هنريك هانسن
هنريك هانسن (بالدنماركية: Henrik H. Hansen) (28 يوليو 1979 الدنمارك - ) هو لاعب كرة قدم دانمركي، يلعب كلاعب وسط.

## مسيرته

### مسيرته مع المنتخبات الوطنية
- 1997 - 1997 لعب مع منتخب الدنمارك تحت 19 سنة لكرة القدم 4 مباريات.

### مسيرته مع الأندية
- 2002 - 2004 لعب مع نادي إيسبيرغ 31 مباراة.
- 2004 - 2006 لعب مع نادي سوندرييسكه 49 مباراة سجل خلالها 7 أهداف.
- 2007 - 2008 لعب مع نادي هورسينس 45 مباراة سجل خلالها 17 هدف.
- 2008 - 2011 لعب مع نادي أودنسه 61 مباراة سجل خلالها 5 أهداف.
- 2010 - 2011 لعب مع نادي سوندرييسكه 24 مباراة سجل خلالها هدف.
- 2011 - 2015 لعب مع نادي سوندرييسكه 100 مباراة سجل خلالها 9 أهداف.

## روابط خارجية
- هنريك هانسن على موقع الاتحاد الأوربي (الإنجليزية)
- هنريك هانسن على موقع قاعدة بيانات كرة القدم.إي يو (الإنجليزية)
- هنريك هانسن على موقع Soccerbase.com (لاعب) (الإنجليزية)
- هنريك هانسن على موقع Soccerway.com (الإنجليزية)
- هنريك هانسن على موقع عالم كرة القدم.نت (الإنجليزية)